# Історія Швеції (з 1991 року)
Ця стаття описує історію Швеції від 1989 до сьогодення.
Після періоду стрімкого росту і безпрецедентного розквіту наприкінці 1980-х рр. шведська економіка до 1990 р. перегрілася, і після провалу в риксдазі суперечливого законопроєкту про заморожування зарплат і заборону страйків соціал-демократичний уряд на чолі з прем'єр-міністром Інгваром Карлссоном у лютому 1990 р. подав у відставку. На той час шанований міністр фінансів Щель-Улоф Фельдт залишив уряд на знак протесту проти того, що він вважав безвідповідальною економічною політикою. Незабаром Карлссон сформував новий уряд, але на час парламентсьних виборів у вересні 1991 р. економіка перебувала у вільному падінні зі стрімким зростанням безробіття, отож соціал-демократи отримали найменшу за шістдесят років частку голосів (37,7%), що обернулося втратою посад на користь опозиції — правоцентристської коаліції.
Приблизно в той самий час засуджений вбивця і банківський грабіжник, відомий як Ласерманнен («лазерний чоловік») підстрелив одинадцятьох і вбив одну людину у спробі серійного вбивства, що сполошило шведських іммігрантів, які і були його ціллю.

## Доба Більдта

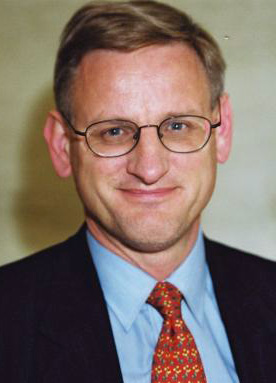
Карл Більдт у часи прем'єрства

У відповідь на сприйняту нездатність соціал-демократів впоратися з економікою і на знак протесту проти того, що вважалося застарілою соціалістичною політикою (державні монополії, наприклад, на телебачення, радіо, телефонні послуги та лікування в лікарнях), новоутворена реформістсько-популістична партія «Ny demokrati» (Нова демократія) успішно зробила несподіваний прорив у риксдаг на виборах 1991 року, що дозволило сформувати новий правоцентристський уряд. Під керівництвом Карла Більдта новий уряд вирішив продемонструвати себе як антисоціалістичний і космополітичний, ставлячи собі за мету ініціювати багато реформ. Звинувачуючи в економічній кризі деякі з ексцесів скандинавської моделі, він хотів започаткувати реформи і розпочав демонтаж державних монополій, зниження податків, перебудову та інтернаціоналізацію вищої освіти, а також заклав підвалини для подальшого вступу Швеції у Євросоюз.
Однак новий уряд успадкував найсерйознішу за п'ятдесят років економічну кризу, що означало, що замість того, щоб зосередитися на реформах, йому довелося провести майже весь свій строк повноважень (1991—1994 рр.) у режимі антикризового менеджменту. Споживчі ціни зросли, ціни на житло впали, а безробіття галопувало. Наприкінці 1992 року, під тиском шквалу фінансових спекуляцій, що похитнули тоді кілька європейських валют, «Riksbank» ненадовго підняв свою цільову ставку до 500% у спробі захистити фіксований обмінний курс шведської крони, але змушена бути відпущеною відносно інших валют вона негайно впала приблизно на 15% проти долара США. Протягом 1991 і 1992 років цінова кулька на ринку житла, яку роздували цілі 80-ті рр., здулася, залишивши багато банків майже неплатоспроможними, що призвело до заходів із порятунку банківської системи, де уряд повинен був гарантувати всі депозити в 114 банках країни, а деякі націоналізував, витративши 64 млрд. шведських крон.
Вимивання коштів із державної скарбниці, починаючи з 1992 року, було приголомшливим, а дефіцит поточних статей платіжного балансу та державний борг зростали. Щоб розв'язати цю проблему, незабаром було досягнуто двопартійних домовленостей із соціал-демократами про заходи боротьби з кризою, але навіть із цими угодами скрутні умови і глибока економічна рецесія затяглися на цілі дев'яності. Через це кабінет Більдта багатьма розцінюється як значною мірою провальний, не тільки тому, що рецесія вказувала на його неспроможність провести реформи, які він заповзявся зробити, тим самим відштовхуючи своїх безсумнівних виборців, а й тому, що він не розглядався як такий, що ефективно долає кризу, водночас припускаючись деяких очевидних помилок (як-от, дуже вартісний захист крони), чим штовхав тих виборців, що не визначилися, в руки опозиції.
Незважаючи на те, що тривалий вплив цієї політики був досить обмеженим, за винятком таких справ, як запровадження комерційного телебачення і радіо та шкільних ваучерів, найглибший слід, який залишила епоха Більдта, полягав у тому, що більшість людей почали асоціювати країну під правлінням не соціал-демократів із рецесією та загальною скрутою (картина, яку також вправно змальовували соціал-демократи на трьох наступних загальних виборах, тим самим дієво перепиняючи шлях правоцентристським партіям до урядових посад на наступні дванадцять років). Проте останніми роками репутація уряду Більдта дещо покращилася, не в останню чергу через міжнародну похвалу, якої той заслужив за зразковий спосіб, яким він упорався зі шведською банківською кризою.

## Доба Перссона
Загальні вибори у Швеції 2006 р. повернули до влади уряд соціал-демократичної меншості Інгвара Карлссона. У проміжку після виборів 28 вересня і до вступу на посаду нового уряду у Балтійському морі затонув автомобільно-пасажирський  пором «Естонія». У цій одній із найгірших морських катастроф у сучасній історії загинули 852 людини, здебільшого шведи. Однією з небагатьох позитивних подій у той час була приємна несподіванка, яку піднесла Швеція на чемпіонаті світу з футболу 1994, де шведська команда виборола бронзову медаль. Йоран Перссон був призначений міністром фінансів і обтяжений важким завданням збалансувати бюджет шляхом агресивного урізання соціальних програм і пільг, що більшість шведів спочатку дуже сильно обурювало та за що він, кінець кінцем, зажив поваги, досягнувши цього. Після відставки Карлссона в 1996 році Перссон замінив його і залишився при владі аж до програшу на загальних виборах 2006.

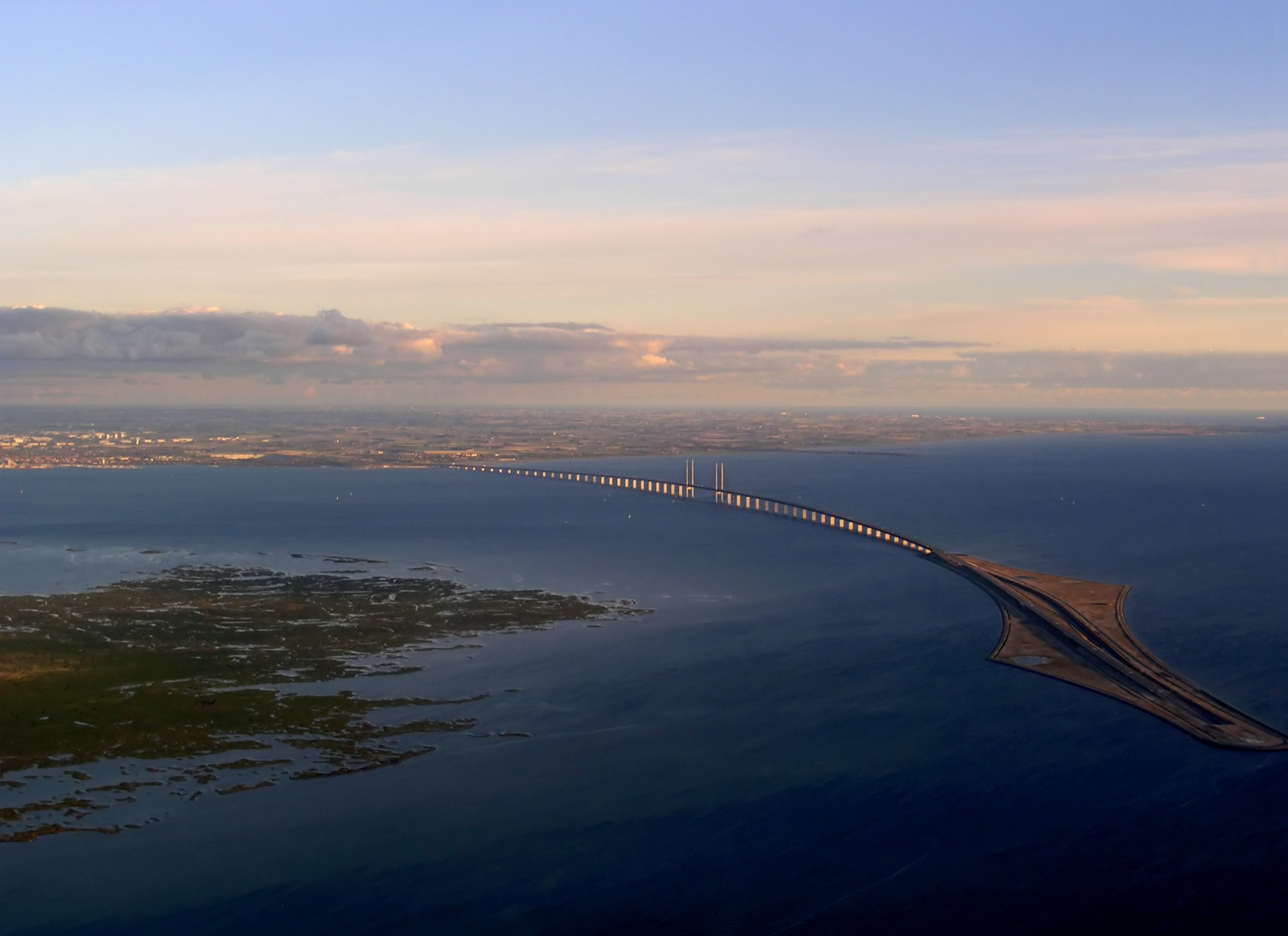
Ересуннський міст, завершений 2000 р.

1995 року після консультативного референдуму роком раніше Швеція вступила в Європейський Союз. Вступ у ЄС у певному сенсі перегорнув сторінку шведської історії і може розглядатися як ознака кінця шведської винятковості та нейтральності. Швеція двадцятого століття часто займала острівну позицію та трималася від Європи і того, що відбувалося «на материку» на відстані. Членство в ЄС кинуло цьому виклик, але більшість виборців є досі євроскептиками і малоймовірно, що референдум у будь-який інший час, ніж у цей означений дуже серйозною рецесією, приніс би позитивний результат. Відкритий 2000 року Ересуннський міст між Мальме і данським Копенгагеном іноді розглядається як символ сильних зв’язків Швеції з материковою Європою. 
Наприкінці 1990-х років шведські збройні сили зазнали сильного скорочення, при цьому чисельність новобранців зменшилася до 20% усіх молодих чоловіків (проти 90% у розпал холодної війни), але вони залишилися присутніми у миротворчих силах ООН і не в останню чергу в югославських війнах, де колишній прем'єр-міністр Карл Більдт був посланником від ЄС, а пізніше від ООН.

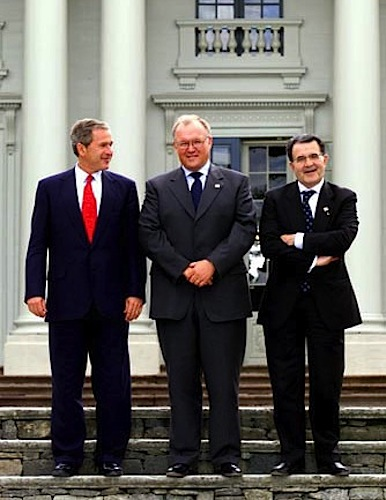
Прем'єр-міністр Йоран Перссон у замку Гуннебу.

У першій половині 2001 р. Швеція за ротацією головувала в ЄС і провела низку резонансних зустрічей та семінарів, що завершилися у червні самітом у Гетеборзі, який відвідав Джордж Буш і всі значніші голови урядів держав ЄС. Це був перший візит чинного Президента США у Швецію. Цей саміт став важливим кроком для розширення ЄС на схід через три роки, але ця подія наштовхнулася на протести лівацьких груп, які бунтували і нападали на поліцію в центрі міста. Референдум 2003 року, після багатьох років непростої дискусії, привів до того, що пропоноване прийняття євро не одержало схвалення. І без того заплутаний вплив цього голосування на провідні політичні верстви, багатьох бізнесменів і ЗМІ, де у всіх цих групах підтримка прийняття євро переважала, потьмарився тим гірким фактом, що кампанію за чотири дні до її кінця обірвало вбивство міністра закордонних справ Анни Лінд, яка, якби була жива, швидше за все, змогла б стати наступницею Йорана Перссона протягом одного-двох років (що підтвердив сам прем'єр-міністр у пізніших інтерв'ю та її очевидний авторитет у її партії).

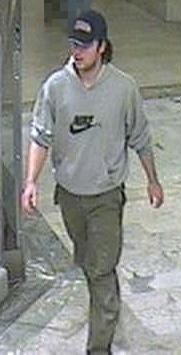
Ці кадри відеоспостереження із вбивцею міністра закордонних справ Анни Лінд не виходять шведам із голови.

Хоча вбивство Анни Лінд не було пов'язане ні з агітацією за євро, ані з питаннями ЄС загалом, і хоча тенденція до заперечного голосування чітко вимальовувалася в опитуваннях ще за кілька тижнів перед референдумом, як «Гетеборзькі заворушення», так і рішуче «ні» для євро показують, що чимало шведів, і особливо багато молодих шведів, почуваються незадоволеними новою, орієнтованою на ЄС і менш упевненою у собі країною, в якій вони живуть.
Після землетрусу в Індійському океані та цунамі 2004 року на День подарунків постраждали тисячі шведів у Таїланді та інших частинах Південної і Південно-Східної Азії: Швеція поряд із Данією, Фінляндією, Норвегією, Австрією, Бельгією, Францією, Німеччиною, Італією, Люксембургом, Нідерландами, Іспанією та Великою Британією виявилася серед тих західних країн, яких це лихо торкнулося найбільше. У Міністерстві закордонних справ через свята не було працівників, а відсутність урядових дій спричинила політичний скандал, який похитнув упевненість кабінету Перссона, і не в останню чергу міністра закордонних справ Лейли Фрейвальдс. Вона подала у відставку після ще одного скандалу, де вона була заздалегідь поінформована про закриття Шведською службою безпеки вебсайту Шведських демократів із зображеннями злощасних карикатур на Мухамеда. Шведська преса зазначала, що це був перший після Другої світової війни випадок шведської урядової цензури через загрозу з боку іноземних держав. Швеція — одна з небагатьох західних країн, де ці карикатури не були опубліковані в головних засобах масової інформації, але й вона все-таки постраждала через близькість до Данії: шведсько-данський виробник молокопродуктів «Arla» потерпав від бойкотів на Середньому Сході, а коли міністр міжнародного співробітництва в цілях розвитку Карін Ємтін вирушила до Судану для розслідування геноциду в Дарфурі, губернатор Дарфура використав карикатури як привід не прийняти її.

## Доба Райнфельдта
На парламентських виборах у Швеції 2006 р. увагу ЗМІ привернули кілька нових політичних партій — серед них Феміністична ініціатива на чолі з колишнім керівником лівих Гудруном Шиманом, євроскептичний «Червневий список» (що зародився на виборах у Європарламент від Швеції 2004 р.) і противниця авторських прав Піратська партія, але їхній успіх був незначним. На цих виборах більшість у риксдазі здобула консервативна коаліція «Альянс за Швецію», висунувши Фредріка Райнфельдта з Партії поміркованих своїм кандидатом на прем'єр-міністра. Успіх «Шведських демократів», які завоювали місця в декількох шведських муніципальних радах і дістали 2,9% голосів на виборах у риксдаг (хоча поріг проходження — 4%), наполохав усталені партії. Протягом першого тижня відбулася серія скандалів, де деякі з міністрів від Партії поміркованих виявилися такими, що ухилялися від обов'язкової абонплати за телебачення і платили прислузі «в конверті». Міністри Марія Бореліус і Сесілія Стейо Кіло пішли у відставку лише після кількох днів перебування на посаді. Кабінет міністрів розкритикували за відсутність гендерної рівності та різноманітності, оскільки він налічував тільки дев'ять жінок (із 22 міністрів). З іншого боку, захисники кабінету зазначали, що Швеція тепер має свого першого міністра, який народився в Африці (Нямко Сабуні) і свого першого відкрито гомосексуального міністра (Андреас Карлгрен). Міністра закордонних справ Карла Більдта було допитано через його колишнє директорування в інвестиційній компанії «Восток Нафта» та його можливу упередженість у питанні планованого тоді трубопроводу «Північний потік». Цей газогін мав на меті сполучити Росію і Німеччину по дну Балтійського моря через шведські територіальні води.
Політика Райнфельда була зосереджена на зменшенні безробіття шляхом зниження податків, а також на виплатах хворим і безробітним. До початку іпотечної кризи зайнятість зросла, хоча червоно-зелена опозиція стверджувала, що головною причиною цього був поточний глобальний розквіт.
У другій половині 2009 року Швеція за ротацією головувала в ЄС, а Райнфельдт представляв ЄС на декількох гучних зустрічах на найвищому рівні з Бараком Обамою та іншими світовими лідерами, включаючи конференцію ООН з питань зміни клімату в Копенгагені. Райнфельдт також головував на підсумкових переговорах стосовно реалізації Лісабонського договору, який набув чинності 1 грудня 2009 року, що привело до призначення Германа ван Ромпея Головою Європейської Ради, а Кетрін Ештон — Високим представником ЄС із питань закордонних справ та політики безпеки.
Однак різке зростання авторитету як державника, яке Перссон отримав від головування в ЄС 2001 року, значною мірою оминуло Райнфельда, і в опитуваннях громадської думки перед парламентськими виборами у Швеції 2010 р. підтримка його уряду постійно відставала від підтримки соціал-демократичної опозиції. Соціал-демократи об'єднали свої зусилля в грудні 2008 р. із зеленими з метою сформувати «червоно-зелену коаліцію», щоб кинути виклик правлячому ліберальному альянсові. Починаючи з 2009 року, «Шведські демократи» в опитах громадської думки послідовно користувалися підтримкою понад 4% та разом з Піратською партією, яка здобула 7,1% на виборах до Європарламенту 2009 р., мали потенціал стати царетворцями і змінити політичний ландшафт на загальних виборах 2010 р. Проте, незважаючи на результат у 5,7% для «Шведських демократів» і 49,7% — для уряду Райнфельдта, чинний уряд міг залишитися урядом значно слабшої меншості. Надії «Шведських демократів» стати володарями королівства були остаточно зведені нанівець, коли обидва потенційні прем'єр-міністри прилюдно оголосили, що ніколи не співпрацюватимуть зі «Шведськими демократами». Натомість і соціал-демократи, і партія «зелені» виявляли пасивну або іноді й активну підтримку ліберальному союзу для забезпечення стабільності уряду.
У грудні 2009 року новим комісаром ЄС стала Сісілія Мальмстрьом замість Маргот Вальстрьом, призначеної Спеціальним представником з питання про сексуальне насильство в умовах конфлікту.
Ідучи слідами свого батька, який одружився з простолюдинкою, принцеса Вікторія заручилася з Даніелем Вестлінгом про що 24 лютого 2009 р. офіційно оголосив Королівський суд Швеції. Весілля принцеси Вікторії та Даніеля Вестлінга відбулося 19 червня 2010 року в Стокгольмі. 11 серпня 2009 року її сестра, принцеса Мадлен оголосила про свої заручини з Йонасом Бергстремом.
11 грудня 2010 року шведську столицю Стокгольм сколихнув напад терориста-смертника, який убив себе і поранив двох інших. Міністр закордонних справ Карл Більдт назвав цю подію «найтривожнішою спробою терористичного нападу у переповненій людьми частині центрального Стокгольма. Не вдалося — але могло обернутися справжньою катастрофою». Хоча траплялося, що шведські громадяни іноземного походження ставали терористами-самогубцями за кордоном, це був перший такий випадок на шведській землі. Інцидент відомий як «теракт у Стокгольмі 2010».
Після виборів 2010 р. Альянс утворив новий уряд, а Райнфельдт продовжив працювати на посаді прем'єр-міністра. Його кабінет мав 24 міністри, на три більше, ніж попередній. Помірковані отримали 13 посад проти 10 у попередньому уряді, тоді як ліберали — 4, центристи — 4, а християнські демократи — 3, не змінивши кількість своїх міністрів. Керівник Ліберальної партії Ян Б'єрклунд пішов на підвищення, замінивши заступника прем'єр-міністра Мауд Олофссон. Карл Більдт залишився міністром закордонних справ, а Андерс Борг — міністром фінансів. Новими міністрами стали Стефан Аттефаль (міністр державного управління і житлового господарства у Міністерстві охорони здоров'я та соціальних справ), Ульф Крістерссон, який замінив Крістіну Хюсмарк Перссон на посаді міністра соціального забезпечення, Ерік Улленгаг (міністр інтеграції у Міністерстві зайнятості, Гілеві Енгстрьом (міністр зайнятості), Анна-Карін Гатт (міністр з інформаційних технологій та регіональних справ у Міністерстві підприємництва, енергетики та зв'язку), Петер Норман, який змінив Матса Оделя на посаді міністра фінансових ринків, і Катаріна Ельмсатер-Сверд, яка прийшла на зміну Осі Торстенссон на посаді міністра комунікацій. Колишній міністр вищої освіти в Міністерстві освіти та наукових досліджень Тобіас Кранц залишив уряд, хоча наступника названо не було.
Райнфельдт видав 30-сторінкову заяву про державну політику, зазначивши, що вона «прагнутиме широких і відповідальних рішень (sic)», і що «буде природною... проводячи регулярні дискусії з Партією зелених, у першу чергу, а також із Соціал-демократичною партією, де це доречно.» На практиці це означало кінець більш далекосяжних реформ, які втілюва у життя уряд Райнфельдта, оскільки всі рішення підлягали схваленню однією із опозиційних партій. Це також означало, що опозиція у випадку її підтримки Шведськими демократами, могла б дістати більшість у риксдазі. Це сталося, наприклад, у чутливих питаннях охорони здоров'я  та субсидій з приводу безробіття.

## Доба Левена
Переможець парламентських виборів 2014 р. Стефан Левен сформував новий уряд, який у перші місяці зіткнувся з неабиякою проблемою після того, як «Шведські демократи» проголосували проти його бюджету. Упродовж 2015 р. чисельність шукачів притулку, переважно із Сирії, Іраку та Афганістану, досягла свого найвищого рівня за весь час.
Після парламентських виборів 9 вересня 2018 р. Левен сформував свій другий уряд, який розпочав роботу 21 січня 2019 р.

## Культура та ЗМІ
У 1990-х роках Швеція стала провідною державою в галузі інформаційних технологій. Першими у світі головами урядів, хто обмінявся електронними листами, були шведський прем'єр Карл Більдт і американський президент Білл Клінтон. Упродовж цього самого десятиріччя швидко поширилася мобільна телефонія завдяки плідній співпраці між виробником «Ericsson» та державним оператором мережі «Televerket» (який тепер є частиною TeliaSonera). Швеція перейшла до наземного цифрового телевізійного мовлення і розширювала мережу 3G.
З 1990-х років Швеція проявляла відносну терпимість до гомосексуальності, а в 2002 р. заборонила мову ворожнечі проти неї. Перше карне переслідування за таке правопорушення було здійснено в 2004-2005 рр. проти п'ятдесятника Оке Гріна і це викликало міжнародну увагу. Проте Оке Гріна зрештою було виправдано. 2009 року в державі легалізовано одностатеві шлюби.
Ще однією кримінальною справою, яка привернула увагу міжнародної спільноти, був процес у справі The Pirate Bay у 2009 році, де чотирьом особам пред'явили звинувачення у сприянні порушенню авторських прав популярним сайтом-торренттрекером The Pirate Bay. 
Сприйняте як несправедливе судове переслідування учасників файлообміну та загальне обмеження свободи і конфіденційності в Інтернеті породило Піратської партії, яка набула досить притягальної сили напередодні виборів у Європейський парламент 2009 року, у світлі оскаржуваної Директиви про правозастосування (IPRED) та законодавчих змін правових рамок, що регулюють Національне управління радіозв'язку оборони Швеції.

## Поп-культура
1997 року SVT представило реаліті-шоу «Expedition Robinson» формату популярного телесеріалу «Survivor», яке запустило жанр реаліті-шоу по всьому світу. Показ мав у Скандинавії чи не найбільший і чи не найсуперечливіший успіх: останню серію четвертого сезону подивилося 4 045 000 осіб із загальної чисельності населення 8,8 млн душ.
За цей історичний період кілька шведських артистів звукозапису і гуртів принесли шведській музиці міжнародний успіх, як-от «Roxette», «Ace of Base», «The Cardigans», Dr. Alban, «Army of Lovers», Stakka Bo, «Rednex» і Robyn. 1993 року «Ace of Base» випустив найходовіший у світі дебютний альбом «Happy Nation», продаж якого становив 23 млн примірників. Крім того, шведські піснярі-продюсери Denniz Pop і Макс Мартін написали світові хіти для таких виконавців поп-музики, як Брітні Спірс, «Backstreet Boys» і Селін Діон. Такі гурти важкого металу, як «Dismember», «Entombed» і «At the Gates» у 1990-х рр. мали величезний вплив на металеву музику в усьому світі, а всесвітня слава таких команд, як «In Flames», «Opeth», «Dark Tranquillity» і «Amon Amarth» допомогла поширити гарний імідж Швеції на решту світу. Протягом останніх двох років багато шведських музикантів у стилі інді-поп/рок, як-от Люкке Лі, «The Knife» і «Мандо Діао» — стали широко відомими за межами країни.
Швеція чотири рази виграла Пісенний конкурс Євробачення: 1991 року завдяки Каролі, у 1999 р. — Шарлотті Нільссон, 2012 р. — Лорін і в 2015 — співакові Монсу Сельмерлеву.

## Спорт
Швеція продовжувала успішно виступати у таких видах, як гірськолижний спорт (Пернілла Віберг і Аня Персон), гольф (Анніка Серенстам), хокей на льоду (Матс Сундін, Ніклас Лідстрем і Петер Форсберг) та футбол (Томас Бролін, Генрік Ларссон і Златан Ібрагімович). Швеція також гідно заявила про себе в легкій атлетиці такими чемпіонами світу як Кароліна Клюфт, Кайса Бергквіст, Стефан Гольм, Християн Ульссон і Сусанна Каллур, а також проведенням чемпіонату світу 1995 і чемпіонату Європи 2006 у Гетеборзі. Національна команда з плавання явила низку чемпіонів: Андерс Гольмертц, Тереза Альсгаммар і Емма Ігельстрьом. 2006 року національна хокейна збірна Швеції завоювала золото на зимових Олімпійських іграх в Турині, а також на чемпіонаті світу з хокею серед чоловіків 2006 р. в Ризі, ставши першою хокейною командою, яка коли-небудь вигравала і на зимовій Олімпіаді, і на чемпіонаті світу в одному й тому ж році.
Швеція на восьмому місці в загальному медальному заліку Олімпійських ігор (на дев'ятому за підсумками літніх олімпійських ігор і шостому щодо зимових). Хоча цей успіх можна частково пояснити втратами країн-суперниць у світових війнах і бойкотом під час холодної війни, все ж таки Швеція залишається великою спортивною державою попри свій невеликий розмір.
2001 року, успішно пропрацювавши головним тренером Роми, Фіорентіни, Бенфіки, Сампдорії та Лаціо, Свен-Йоран Ерікссон за суперечливих обставин став першим зарубіжним головним тренером збірної Англії, який керував командою на двох чемпіонатах світу та Євро-2004. Серед «100 великих шведів», список яких 2009 року опублікувала щоденна газета «DN», він посів 97 місце. 2004 року Елін Нордеґрен вийшла заміж за професійного гольфіста Тайґера Вудса і під час їхнього публічного скандалу наприкінці 2009 року прикувала до себе увагу всього світу.